# اکوک
اکوک (به لاتین: Akok) یک منطقهٔ مسکونی در گابن است که در Woleu-Ntem واقع شده‌است.